# 1825 en Italie
Chronologie de l'Italie
- 1821
- 1822
- 1823
- 1824
- 1825
- 1826
- 1827
- 1828
- 1829

## Événements

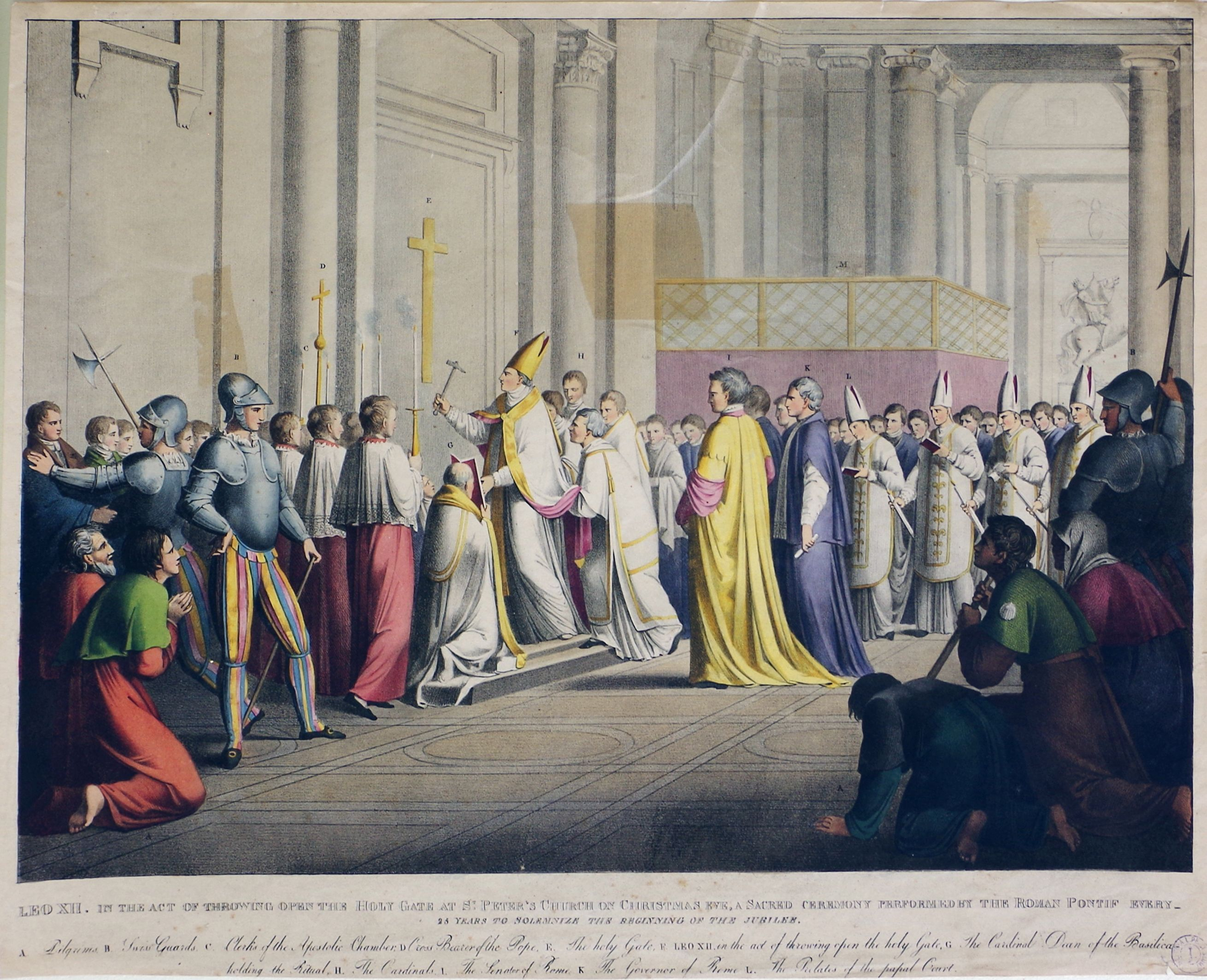
24 décembre 1824 : Léon XII ouvre la « Porte Sainte » de la Basilique Saint-Pierre au Vatican à l'occasion du Jubilé de 1825.

- 4 janvier : début du règne de François Ier des Deux-Siciles[1].

- 10 mai : l'empereur d'Autriche François Ier, en voyage en Italie, arrive à Milan[2].
- 23-25 juin : émeutes estudiantines à Pavie à l'occasion du voyage impérial[3].

- 18 août : François Ier des Deux-Siciles signe un décret d'amnistie générale[4].
- 31 août : le cardinal Agostino Rivarola, envoyé par le pape comme légat extraordinaire dans la province de Ravenne, conduit contre les carbonari des Légations et de la délégation d'Urbino et Pesaro, un procès qui se conclut par 513 condamnations, dont sept à mort (qui seront commuées)[5].

## Culture

### Opéras créés en 1825
- 12 février : Adelson e Salvini (Adelson et Salvini), opera semiseria en trois actes de Vincenzo Bellini, sur un livret d'Andrea Leone Tottola d'après le roman Épreuves du Sentiment (1772) de François-Thomas-Marie de Baculard d'Arnaud et le mélodrame français de Prospère Delamare interprété en 1803[6], créé au Real Collegio di Musica di San Sebastiano de Naples.
- 2 mars : La Belle au bois dormant, opéra de Michele Carafa, créé au Théâtre de l'Académie Royale de Musique à Paris.
- 19 juin : Il viaggio a Reims, opéra de Gioachino Rossini, créé au Théâtre-Italien à Paris.

## Naissances en 1825
- 12 août : Vito D'Ancona, peintre se rattachant au mouvement des Macchiaioli († 9 janvier 1884)
- 15 août : Bartolomeo Giuliano, peintre. († 12 avril 1909)
- 13 décembre : Gerolamo Induno, peintre et patriote du Risorgimento. († 18 décembre 1890)

- Giuseppe Bertini, peintre. († 1898)

## Décès en 1825
- 1er mai : Matilde Viscontini Dembowski, 35 ans, patriote italienne, membre des Carbonari, célèbre pour avoir été le grand amour malheureux de Stendhal. (° 1er février 1790)
- 22 juin : Domenico Vantini, 60 ans, peintre actif pendant la période néoclassique à Brescia  et à Mantoue. (° 1765)
- 3 août : Ambrogio Minoja, 72 ans, compositeur de musique sacrée et de musique de chambre, auteur du traité Lettere sopra il canto et professeur de chant. (° 22 octobre 1752)